# Frente a ti
Frente a ti es el primer disco de la cantante mexicana Edith Márquez, quien confiada en su potencial, lanza al mercado en 1998 su primera producción discográfica como solista titulada Frente a ti producido por Jorge Avendaño donde se desprendieron éxitos como Mi error mi fantasía, Mírame, Por hablarle de ti, Ya que voy a estar sin ti, los que lograron colocarse en los primeros lugares por más de tres semanas cada uno.
En junio de 1998 Edith Márquez recibe su primer disco de oro como solista y este fue entregado por la señora Rocío Dúrcal.
El disco logró vender un total de 350 mil copias tan sólo en México, recibiendo también doble disco de platino.
Este disco es el que le abrió las puertas al éxito y el reconocimiento como una artista con talento.

## Lista de canciones
|    | Título                      | Escritura                  | Duración |
| -- | --------------------------- | -------------------------- | -------- |
| 1  | "Ya Que Voy a Estar Sin Ti" | Jorge Avendaño             | 03:58    |
| 2  | "Enamorada"                 | Jorge Avendaño             | 03:25    |
| 3  | "Mi Error, Mi Fantasía"     | Bruno Danza                | 03:44    |
| 4  | "Bájale"                    | Raúl Ornelas, Jaime Flores | 02:12    |
| 5  | "Mírame"                    | Bruno Danza                | 03:45    |
| 6  | "Dos Recuerdos"             | Jorge Avendaño             | 03:23    |
| 7  | "No Sé Qué Estoy Pagando"   | Jorge Avendaño             | 03:44    |
| 8  | "Eso Jamás"                 | Armando Hernández          | 03:57    |
| 9  | "Por Hablarle de Ti"        | Jorge Avendaño             | 03:38    |
| 10 | "Adiós"                     | Sergio Fachelli            | 03:38    |

## Videos
| Año  | Video                 | CD          | Director   | Detalles |  |
| ---- | --------------------- | ----------- | ---------- | --- |  |
| 1998 | Mi Error, Mi Fantasía | Frente a ti |            | El primer video de Edith Márquez, fue filmado en el Centro Histórico de la Ciudad de México, narra la historia de una mujer que ha sido traicionada por su pareja, pensando que era un amor real, y la persona la tomó por una aventura. |  |
| 1998 | Mírame                | Frente a ti | Lalo Duque | El segundo video de la cantante, la segunda balada del disco, en un video donde se ve a Edith en un set de grabación con un vestido largo de novia y le canta a la persona que la abandono en el pasado y que regresa a pedirle perdón.  |  |

## Músicos
| Nombre                                             | Instrumento                  |
| -------------------------------------------------- | ---------------------------- |
| Edith Márquez                                      | cantante                     |
| Waldo Madera                                       | batería                      |
| Rodrigo Cárdenas                                   | bajo                         |
| Miguel Peña, Fernando de Santiago y Peter Scrabeak | guitarra, guitarra eléctrica |
| Jorge Avendaño                                     | piano acústico               |
| Manuel Valle                                       | trompetas                    |
| Jose G Alfaro                                      | Vihuela                      |
| Janice Kaynok                                      | Corno francés                |
| Zbigniew                                           | violines                     |
| Dobroslawa                                         | Paleta                       |
| Mikhail                                            | violín                       |